# Aptesis leucotarsus
Aptesis leucotarsus là một loài tò vò trong họ Ichneumonidae.